# Метопон
Метопон (англ. Metopon, 5-метилгідроморфон) — морфінановий алкалоїд, який є метильованим похідним гідроморфону, який був синтезований у 1929 році як анальгетик.
Метопон лише іноді використовується в медицині. Незважаючи на те, що метопон діє довше, ніж гідроморфон, він менш сильний, а його біодоступність при пероральному прийомі досить низька. Загалом метопон має кілька переваг, які вирізняють його серед інших, більш широко використовуваних опіоїдних анальгетиків, зокрема при його застосуванні рідше спостерігається нудота та пригнічення дихання, ніж при застосуванні морфіну.
Станом на 1948 рік у Канаді гідрохлорид метопону (коефіцієнт перетворення вільної основи 0,891, молекулярна маса 335,8) був доступний лише для перорального застосування при болях у хворих із злоякісними пухлинами, і для підтримки тих, хто звик до морфіну; єдиною доступною лікарською формою були таблетки по 8 мг з рискою. Препарат виготовляла компанія «Parke, Davis & Co.», і продавався він лише лікарям і лікарням. Компанія «Parke, Davis & Co.» не продавала метопон аптекам. Немає даних, чи таблетки метопону досі виробляються та продаються в Канаді.
Таблетки, ампули та супозиторії метопону доступні в Швейцарії, Австрії, Німеччині та інших країнах континентальної Європи, і препарат використовується у спеціальних помпах для знеболення, контрольованих пацієнтом, зокрема, для сильного хронічного болю. Метопон внесено до списку II закону США про контрольовані речовини 1970 року, що означає, що він може використовуватися в медичній практиці, але тривалий час він не виробляється для продажу, і використовується лише в лабораторних дослідженнях. У 1950-х роках у США він обмежено застосовувався в медицині, зокрема в онкології. Станом на 2024 рік метопон, який має DEA ACSCN 9260, не має річної квоти на виробництво, зазначеної у федеральному реєстрі, і більша частина досліджень препарату проводиться в Німеччині, Швейцарії та Австрії.

## Синтез

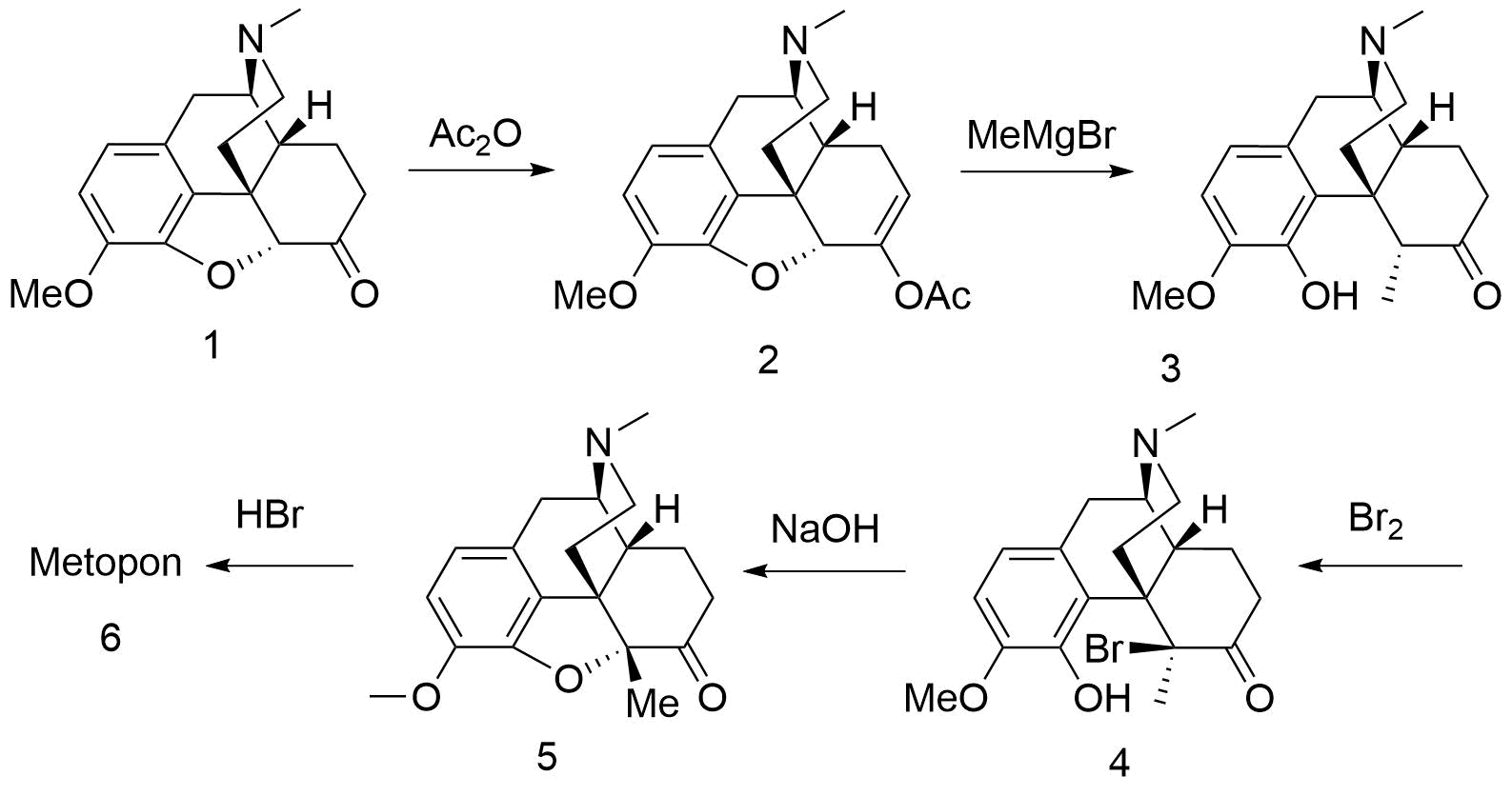
Синтез метопону: